# بچه‌های دریا (مانگا)
بچه‌های دریا (انگلیسی: Children of the Sea) یک سریال ژاپنی مانگا نوشته و تصویرگری شده توسط دایسوکه ایگاراشی است. این سریال در مجله شوگاکوکانسینن مانگاماهانه ایکی از دسامبر ۲۰۰۵ تا سپتامبر ۲۰۱۱ پخش شد.